# 검은댕기해오라기속
검은댕기해오라기속(Butorides)은 작은 왜가리 속이다. 아메리카검은댕기해오라기와 검은댕기해오라기 등 유사한 4종으로 이루어져 있다. 현존하는 종 모두, 다 자라면 몸길이가 약 44cm가 되며 청흑색의 날개와 검은 머리깃, 짧은 노랑 다리를 갖고 있다.

## 하위 종
현존하는 4종으로 이루어져 있다.
- 아메리카검은댕기해오라기 (B. virescens) - 북아메리카 및 중앙아메리카 분포
- B. striatus - 파나마 동부에서 아르헨티나 북부, 볼리비아, 칠레에서 서식
- 검은댕기해오라기(B. atricapilla) - 아시아(동아시아, 인도, 서남아시아)와 아프리카, 오세아니아에서 서식
- 갈라파고스해오라기 (B. sundevalli) - 갈라파고스 제도 서식
- † B. validipes - 플라이스토세 초기 미국 플로리다주